# Schonklima
Als Schonklima bezeichnet man ein Bioklima, das die Gesundheit des Menschen nicht belastet.
Zu den günstigen Umweltfaktoren des nicht belastenden Klimas zählen niedrige Konzentrationen an Schadstoffen in der Umwelt, Allergenarmut (insbesondere geringe Belastung durch Pollen und Schimmelpilzsporen), günstige Schattenmöglichkeit (Waldschatten), geringe Nebelhäufigkeit, ausreichende Sonnenstrahlung und ausgeglichene Bedingungen im thermischen Behaglichkeitsbereich, sodass die Thermoregulation kaum gefordert ist.
Ein Schonklima steht somit im Gegensatz zum Belastungsklima, das sich ungünstig auf den Organismus auswirkt.
| Klassifizierung | Schonfaktoren                                                                              |
| --------------- | ------------------------------------------------------------------------------------------ |
| Thermisch       | - keine starken Tagesschwankungen - ständig schwache Luftbewegung - seltene Wärmebelastung |
| Lufhygienisch   | - hoher Grad der Luftreinheit (schadstoffarme Luft) - Allergenarmut                        |
| Strahlung       | - gedämpfte Strahlungsverhältnisse (z. B. Waldklima)                                       |